# Zóna A

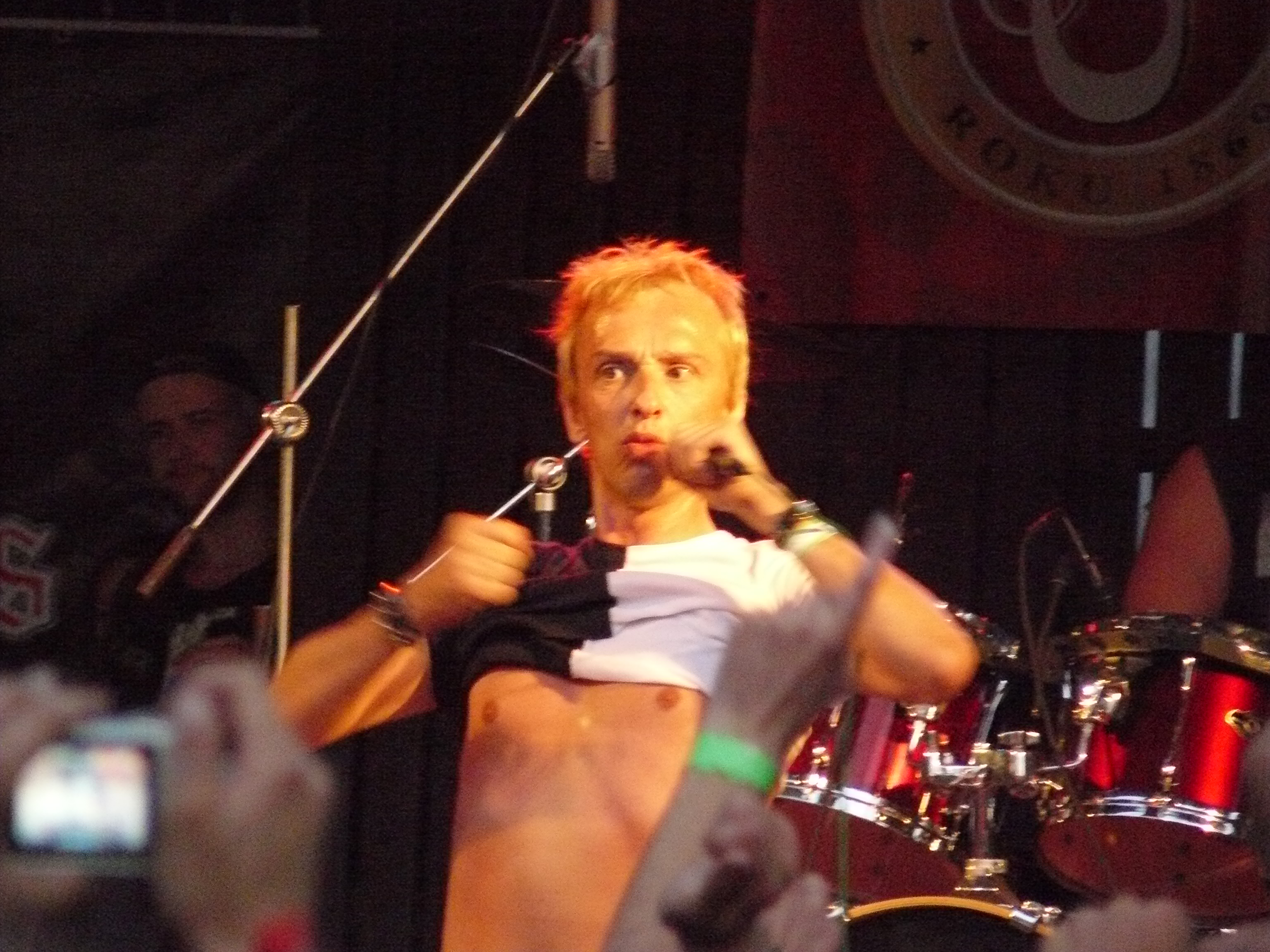
Koňýk

Zóna A je slovenská punk rocková skupina založená v roce 1984.

## Historie
Skupinu založili Peter „Koňýk“ Schredl (zpěv) a Jaro „Leďo“ Lederleitner (kytara), kteří do té doby hráli ve skupině Paradox, Petr „Ozi“ Hurtig (bicí), který přišel z Ex-Tipu, Sveťo Korbel (kytara) a Braňo Alex (basová kytara). Koncert, který se měl konat 15. 6. 1984, zatrhl Národní výbor, a tak si premiéru odbývají v červenci 1984 v Lamači, což byl jediný bratislavský klub, kde v té době mohly punkové skupiny hrát. Tam odehráli i další koncerty. V prosinci se jim povede předskakovat Abraxasu před tisícovkou lidí, ale zaznamenají i problémy – film o nich jde do trezoru, jsou jim odebrány pasy (aby nemohli hrát v polském Jarocinu) a také se jim nepodaří složit přehrávky. Zóna A poté skoro rok nekoncertuje, protože všechna vystoupení jsou zamítnuta. V říjnu 1986 vystupují v Domě ROH pod falešným názvem Z. A. Nahrávají demokazety Zóna A (1985) a Potopa (1986).
V březnu 1987 se jim dokonce povede složit přehrávky, ale poté přichází akce v Horském parku. Policie tuto nepovolenou akci rozpráší a třicet lidí, včetně Koňýka, který je hlavním organizátorem, zadrží a vyslýchá. I přesto smí zahrát na velké akci Čertovo kolo, kde kromě nich vystupují například i HNF. Odchází Sveťa Korbel a přichází „stálý host“ Ľudovít „Elvis“ Gálka, akordeonista, civilním povoláním příslušník Veřejné Bezpečnosti. V dubnu 1988 nahrávají třetí demo Útok na špicu hitparády. Dostane se jim i možnosti nahrát singl u vydavatelství Opus, které ale požaduje změnu textu písně Pivo, na což kapela nepřistupuje.
Po revoluci ze Zóny A odchází Braňo a Ozi, kteří zakládají Slobodnou Európu. Dočasně v Zóně hrají členové Ex-tipu Miki Mikuška (baskytara) a Tibor Čech (bicí). V listopadu 1990 vychází první slovenská punková deska Potopa, což je výběr ze všech předchozích dem. V dubnu 1991 nahrazují Mikiho a Tibora Miro "Lump" Lederleitner (baskytara) a Miroslav „Mikki“ Šimboch (bicí), kteří předtím hráli v Lord Alex. V únoru 1993 nahrávají pro ANK Records druhé album Nie je to tak zlé. Další album – Útok na špicu hitparády, vydané v roce 1994 obsahuje především staré nahrávky, vzniklé pro oba předrevoluční filmy. Naopak, další album V životnej forme (1996), vydané u EMI/Monitor, obsahuje věci nové. Vydávají také kompilaci starých demonahrávek z let 1988-1989 pod názvem Nech žijeme (1999), ovšem ne u „mamutího“ labelu EMI, ale u Koňýkova vydavatelství Inflagranti Records. Druhým a posledním počinem pro EMI je album Nikto nevie, jak to dopadne (2000). V roce 2002 odchází zakládající člen kapely kytarista Leďo a na jeho místo přichází Martin „Revo“ Revický. Koňýk tak zůstává posledním původním členem. Kapela je nespokojená s přístupem EMI/Monitor a povede se jí s nimi rozvázat smlouvu. Proto jejich zatím poslední řadové album Na predaj vychází u Inflagranti Records. K zatím poslední personální změně přichází v roce 2008, kdy bubeníka "Mikka" nahrazuje Tomáš "Tuleň" Vojtek, bývalý člen skupin O.B.D, Slobodná Európa a Ex-tip.
V roce 2004 bylo vystoupení kapely ve Stromovce napadeno a překaženo militantní levicí, protože kapela dříve zpívala negativně o Romech a údajně jedná benevolentně s neonacisty, což je pro dotyčné antifašistické skupiny důvodem, proč narušovat cizí koncert. Skupina ale na ně vznesená obvinění ve svém prohlášení popřela.
K 27. výročí skupiny vyšla v roce 2010 best of deska Všetko najlepšie! Dne 1. května 2014 v bratislavském hudebním klubu Randal kapela oslavila 30. výročí své existence. Zóna A nadále patří mezi nejznámější a podle mnohých lidí i nejlepší slovenské skupiny ve stylu punku. V lednu 2016, po 24 letech, odchází basák Lump a na jeho místo se po 26 letech vrací jeden ze zakladatelů kapely, Ozi. V březnu 2016 odchází po 7 letech Tuleň, který se vrací do Slobodné Európy a na post bubeníka přichází Vajco z kapely The Last Days of Jesus.

## Diskografie
- Potopa (1990, Inflagranti Records; 2004, Opus)
- Nie je to tak zlé (1993, ANK; 2000, Inflagranti Records)
- Útok na špicu hitparády (1994, Pavián Records)
- V životnej forme (1996, EMI)
- Nech žijeme (1999, Inflagranti Records)
- Nikto nevie, jak to dopadne (2000, EMI)
- Na predaj (2004, Inflagranti Records)
- Klenoty a odpadky (2007, Inflagranti Records)
- Všetko najlepšie! (2010, EMI) – The Best Of

### Singly
- Súčasť stroja (1993, Incognito Records)
- Chlapi (1995, Incognito Records)
- Split: Zóna A / Vandali (2005, Gorecult / Inflagranti Records)

## Sestava

### Duben 1984 - únor 1988
- Koňýk – zpěv
- Leďo – kytara
- Sveťo Korbel – kytara
- Braňo Alex – baskytara
- Ozi – bicí

Sveťo se v roce 1988 objevuje v obnoveném Ex Tipu. Koncem roku 1989 zakládá Slobodnou Európu.

### Únor 1988 - leden 1990
- Koňýk – zpěv
- Leďo – kytara
- Braňo Alex – baskytara
- Ozi – bicí
- Elvis – akordeon

Elvis je stálým hostem od července 1988. Koncem roku 1989 zakládá Karpinu. Alex a Ozi (spolu se Sveťom) zakládají koncem roku 1989 Slobodnou Európu. Ozi z ní odchází v roku 1991 a v roce 1998 zakládá Brickfield.

### Únor 1990 - únor 1991
- Koňýk – zpěv
- Leďo – kytara
- Miki Mikuška – baskytara
- Tibor Čech – bicí

Miki a Tibor, oba z Ex Tipu, hostují jeden rok. Čekalo sa na Lumpův návrat z vojny. Miki je samozřejmě stále i v Ex Tipu, Tibor z něho odešel někdy v roce 1992-93 do Nového Al-bumu, nyní zpívá ve skupině Taktici.

### Únor 1991 - leden 2002
- Koňýk – zpěv
- Leďo – kytara
- Lump Čupe – baskytara
- Mikko – bicí

Leďo už v létě 2000 začíná hrát souběžně i v Brickfieldu. Hrál tam až do podzimu 2002. Po odchodu ze Zóny zakládá skupinu Princovia.

### Leden 2002 - srpen 2008
- Koňýk – zpěv
- Revo – kytara
- Lump Čupe – baskytara
- Mikko – bicí

### Září 2008 - leden 2016
- Koňýk – zpěv
- Revo – kytara
- Lump Čupe – baskytara
- Tuleň – bicí

### Únor 2016 - březen 2016
- Koňýk – zpěv
- Revo – kytara
- Ozi – baskytara
- Tuleň – bicí

Po 26 letech se vrací jeden ze zakládajících členů kapely bubeník Ozi (ex Slobodná Európa), tentokrát však na post baskytaristy.

### Březen 2016 - prosinec 2018
- Koňýk – zpěv
- Revo – kytara
- Ozi – baskytara
- Vajco – bicí

### Od května 2018
- Koňýk – zpěv
- Maťo Polák – kytara
- Revo – baskytara
- Vajco – bicí